# Дупљане (Неготин)
Дупљане је насеље у Србији у општини Неготин у Борском округу. Према попису из 2022. у насељу је било 309 становника (према попису из 2011. има 481 становника, према попису из 2002. било је 564 становника).

## Положај села
Дупљане је ратарско-сточарско сеоско насеље разбијеног типа удаљено 12 километара северозападно од Неготина. Смештено је на просечно 210 метара надморске висине, на долинским странама Дупљанске реке, леве притоке Јасеничке реке. Северна географска ширина насеља је 44° 17’ 60”, источна географска дужина 22° 28’ 00”, а површина атара 1.922 хектара. До овог насеља се може стићи асфалтним путем идући од Неготина према Кладову.
Село се простире по југоисточном делу површи која је између Замне и Јасеничке Реке. Површ је више заравњена са малим узвишењима: Фршатуром и Черетом. Дупљанска Река тече дубоком долином. Куће су на странама Дупљанске Реке и њених притока, потока Сечура и Попадије а изнад се дижу брда Черет, Чука (Чока) и Рариш.

## Историја
По предању насеље је основано почетком 18. века и на аустријским картама забележено је под називом Dupllany (1784. године). Под именом Таплани помиње се у периоду 1807-1810. године, да би у документу којим је Хајдук Вељко постављен за команданта неготинске нахије 1811. године било записано под својим данашњим именом. Године 1866. насеље Dupllany је имало 122 куће. Године 1866. у селу је било 122 а 1924. године 212 кућа.
Међу становништвом живи традиција о староседелачком становништву, а новија истраживања су потврдила да у селу живе породице и досељених румунских родова Унгурјана и Царана. Многе породице су долазиле и извесно време живеле у Румунији и враћале се назад. Данас велики број породица живи по салашима.
Данашње насеље се дели на више мала са малом групацијом кућа у самом центру.
У деловима насеља су након Првог светског рата живеле следеће фамилије: у делу насеља који се зове Мала Фаца живели су Барбуловићи (слава Свети Никола и Петковица), Јоновићи (слава Петковица), Лазаревићи (слава Свети Аранђел), Баштинаревићи (слава Свети Никола), Станковићи (слава Свети Аранђел), Пекићи (слава Свети Никола), Рајчићи (слава Свети Аранђел), Димитријевићи (слава Свети Никола), Јанковићи (слава Петковица), Кожиковићи (слава Петковица), Ђорђевићи (слава Свети Аранђел), Јовановићи (слава Свети Никола), Стефановићи (Свети Никола), Павловићи (Свети Никола), Вратујановићи (Свети Никола), Богдановићи (слава Свети Никола), Бернићи (слава Свети Јован); у делу насеља Огош живели су Аврамовићи (слава Свети Димитрије), Гушановићи (слава Свети Никола), Тачуновићи (слава Свети Никола), Предићи (слава Петковица), Богдановићи (слава Свети Никола), Трујкићи (слава Петковица), Љубићи (слава Свети Никола), Стингићи (слава Петковица), Матејевићи (слава Петковица), Трикићи (слава Петковица) и Филиповићи (слава Петковица); у делу насеља Рпароша живели су Босићи (слава Свети Никола), Грујићи (слава Свети Никола), Бокићи (слава Петковица), Стрејићи (слава Свети Никола), Јовановићи (слава Свети Никола), Флорићи (слава Петковица), Пердељевићи (слава Петковица), Ркуловићи (слава Петковица), Барбуловићи (слава Свети Аранђел), Радуцићи-Благојевићи (слава Свети Никола), Барбуловићи (слава Петковица), Димитрашковићи (слава Свети Никола), Костадиновићи (слава Свети Никола), Николићи (слава Свети Јован, Петковица и Свети Никола), Дијановићи (слава Свети Никола), Ђукићи (слава Свети Никола), Опријановићи (слава Петковица), Кастаћевићи (слава Петковица), Пурчелановићи (Петковица) и Радуловићи (Петковица); у делу насеља Дос живели су Стефановићи (слава Свети Никола), Брнашевићи (слава Петковица), Грујићи (Свети Никола), Димитријевићи (слава Свети Аранђел), Мишковићи (слава Петковица), Синџићи (слава Петковица), Драгићи (слава Свети Јован), Њагојевићи (слава Петковица), Шћопуловићи (слава Петковица), Пипољкићи (слава Свети Аранђел), Драгановићи (слава Мала госпојина), Митићи (слава Свети Никола), Симоновићи (слава Свети Никола) и Карабашевићи (слава Петковица); у делу насеља (на салашу) Поносел-Љубичево живели су Јанковићи (слава Петковица), Љубићи (слава Петковица), Гушановићи (слава Петковица), Јованашевићи (слава Свети Никола), Царановићи (слава Петковица), Станковићи (слава Петковица) и Јовановићи (слава Свети Никола); у делу насеља (на салашу) Бољеј и Вез живели су Павловићи (слава Петковица), Јоргачијевићи (слава Петковица), Брезојевићи (слава Петковица), Јанковићи (слава Свети Аранђел и Петковица), Јованашевићи (слава Свети Никола) и Ратаревићи (слава Свети Аранђел); у делу насеља (на салашу) Балта живели су Барбуловићи (слава Свети Никола), Милосављевићи (слава Свети Никола) и Илићи (слава Петковица); у делу насеља Попадија живели су Лаудановићи (слава Петковица), Пердељевићи (слава Петковица), Димитријевићи (слава Свети Никола), Бибићи (слава Свети Аранђел), Марјановићи (слава Петковица), Пердељевићи (слава Петковица), Трујкићи (слава Свети Петар), Барбуловићи (слава Петковица), Петровићи-Струјићи (слава Свети Никола), Стрингићи (слава Петковица), Предићи (слава Петковица), Јаношевићи (слава Петковица) и Пауновићи (слава Петковица); у делу насеља који се назива Дупљанске пивнице живели су Димитријевићи (слава Свети Никола), Дидићи (слава Свети Никола) и Петровићи (слава Петковица); у делу насеља који се зове Кмп живели су Мариновићи (слава Свети Никола) и Трикићи (слава Петковица), а у делу насеља који се зове Обледј само Ђорђевићи (слава св. Никола).
Антропогеографским и етнолошким изучавањима Дупљане је сврстано у влашка насеља.
Заветина Дупљана је Ђурђевдан, док је православни храм у насељу посвећен Светом великомученику Георгију изграђен 1937. године.
Становништво Дупљана је православно, приликом пописа национално се изјашњава као српско и углавном се бави ратарством и сточарством.
Године 1921. Дупљане је имало 212 кућа и 785 становника, 1948. године 308 кућа и 1.290 становника, а 2002. године 255 кућа и 564 становника. По попису 1981. године на привременом раду у иностранству из овог насеља било је 184 становника.
Четвороразредна основна школа у насељу, која постоји од 1846. године, од 1988. године је била подручно одељење школе „Павле Илић Вељко“ из Душановца. Школске 2006/2007. године имала је 28 ученика.
Земљорадничка задруга у Дупљану основана је 1931. године, електрификација насеља је урађена 1960. године, док Дом културе (чија је изградња започета 1950. године) још увек није у потпуности завршен. Асфалтни пут Дупљане добија 1978, а телефонске везе са светом 2007. године.

## Демографија
Према последњем попису из 2022. године у насељу је живело 309 становника што је за 172 мање у односу на 2011. када је на попису било 481 становника. У насељу живи 270 пунолетних становника, а просечна старост становништва износи 54,57 година (53,80 код мушкараца и 55,37 код жена).
Према подацима пописа из 2022. у насељу има 143 домаћинства, а просечан број чланова по домаћинству је 2,16 а према истом попису у насељу има 233 стамбених јединица од којих је 140 насељених.
Ово насеље је великим делом насељено Србима (према попису из 2002. године).
|  |

| Демографија | Демографија | Демографија |
| Година      | Становника  | Становника  |
| ----------- | ----------- | ----------- |
| 1948.       | 1.292       |             |
| 1953.       | 1.293       |             |
| 1961.       | 1.235       |             |
| 1971.       | 1.176       |             |
| 1981.       | 1.149       |             |
| 1991.       | 1.011       | 734         |
| 2002.       | 564         | 882         |
| 2011.       | 481         |             |
| 2022.       | 309         |             |

| Етнички састав према попису из 2002.‍ | Етнички састав према попису из 2002.‍ | Етнички састав према попису из 2002.‍ | Етнички састав према попису из 2002.‍ | Етнички састав према попису из 2002.‍ |
| ------------------------------------ | ------------------------------------ | ------------------------------------ | ------------------------------------ | ------------------------------------ |
|                                      |                                      |                                      |                                      |                                      |
| Срби                                 | Срби                                 |                                      | 550                                  | 97,51%                               |
| Румуни                               | Румуни                               |                                      | 9                                    | 1,59%                                |
| Црногорци                            | Црногорци                            |                                      | 1                                    | 0,17%                                |
| Власи                                | Власи                                |                                      | 1                                    | 0,17%                                |
| непознато                            | непознато                            |                                      | 2                                    | 0,35%                                |

| Година пописа     | 1948. | 1953. | 1961. | 1971. | 1981. | 1991. | 2002. |
| ----------------- | ----- | ----- | ----- | ----- | ----- | ----- | ----- |
| Број домаћинстава | 308   | 309   | 319   | 301   | 279   | 240   | 200   |

| Број чланова      | 1  | 2  | 3  | 4  | 5  | 6 | 7 | 8 | 9 | 10 и више | Просек |
| ----------------- | -- | -- | -- | -- | -- | - | - | - | - | --------- | ------ |
| Број домаћинстава | 57 | 54 | 27 | 21 | 24 | 8 | 6 | 3 | 0 | 0         | 2,82   |

| Пол    | Укупно | Неожењен/Неудата | Ожењен/Удата | Удовац/Удовица | Разведен/Разведена | Непознато |
| ------ | ------ | ---------------- | ------------ | -------------- | ------------------ | --------- |
| Мушки  | 244    | 47               | 156          | 26             | 14                 | 1         |
| Женски | 247    | 14               | 160          | 61             | 12                 | 0         |
| УКУПНО | 491    | 61               | 316          | 87             | 26                 | 1         |

| Пол    | Укупно                    | Пољопривреда, лов и шумарство | Рибарство                            | Вађење руде и камена | Прерађивачка индустрија       |
| ------ | ------------------------- | ----------------------------- | ------------------------------------ | -------------------- | ----------------------------- |
| Мушки  | 138                       | 123                           | 0                                    | 0                    | 4                             |
| Женски | 61                        | 57                            | 0                                    | 0                    | 1                             |
| УКУПНО | 199                       | 180                           | 0                                    | 0                    | 5                             |
| Пол    | Производња и снабдевање   | Грађевинарство                | Трговина                             | Хотели и ресторани   | Саобраћај, складиштење и везе |
| Мушки  | 1                         | 4                             | 4                                    | 0                    | 0                             |
| Женски | 0                         | 0                             | 1                                    | 0                    | 0                             |
| УКУПНО | 1                         | 4                             | 5                                    | 0                    | 0                             |
| Пол    | Финансијско посредовање   | Некретнине                    | Државна управа и одбрана             | Образовање           | Здравствени и социјални рад   |
| Мушки  | 0                         | 0                             | 1                                    | 0                    | 0                             |
| Женски | 0                         | 0                             | 1                                    | 1                    | 0                             |
| УКУПНО | 0                         | 0                             | 2                                    | 1                    | 0                             |
| Пол    | Остале услужне активности | Приватна домаћинства          | Екстериторијалне организације и тела | Непознато            | Непознато                     |
| Мушки  | 0                         | 0                             | 0                                    | 1                    | 1                             |
| Женски | 0                         | 0                             | 0                                    | 0                    | 0                             |
| УКУПНО | 0                         | 0                             | 0                                    | 1                    | 1                             |

## Разно
- Податке о насељима сакупио МИОДРАГ ВЕЛОЈИЋ, дипл. географ, радник Историјског архива Неготин